# Premiership Rugby 2022-23
La Liga de Inglaterra de Rugby 2022-23, más conocido como Gallagher Premiership 2022-23 (por el nombre de su actual patrocinador), fue la 36.ª edición de la Liga Inglesa de Rugby.

## Sistema de disputa
Los equipos se enfrentaron todos contra todos en condición de local y de visitante, totalizando 24 partidos en la fase regular, además cada equipo tuvo dos fechas libres.
Finalizada la fase regular los cuatro primeros clasificados disputaron la postemporada, consistente en partidos de semifinales y final.
- 4 puntos por una victoria.
- 2 puntos por un empate.
- 1 punto de bonus por perder por 7 puntos o menos.
- 1 punto de bonus por marcar 4 tries o más en un partido.
- 0 puntos por una derrota.

## Equipos participantes
| Equipo             | Entrenador                 | Capitán          | Estadio                         | Capacidad | Ciudad                   |
| ------------------ | -------------------------- | ---------------- | ------------------------------- | --------- | ------------------------ |
| Bath               | Johann van Graan           | Ben Spencer      | The Recreation Ground           | 14,509    | Bath                     |
| Bristol Bears      | Pat Lam                    | Steve Luatua     | Ashton Gate                     | 27,000    | Bristol                  |
| Exeter Chiefs      | Rob Baxter Ali Hepher      | Jack Yeandle     | Sandy Park                      | 15,600    | Exeter                   |
| Gloucester         | George Skivington          | Lewis Ludlow     | Kingsholm Stadium               | 16,115    | Gloucester               |
| Harlequins         | Billy Millard Tabai Matson | Stephan Lewies   | Twickenham Stoop                | 14,800    | Twickenham, Gran Londres |
| Leicester Tigers   | Richard Wigglesworth       | Hanro Liebenberg | Mattioli Woods Welford Road     | 25,849    | Leicester                |
| London Irish       | Declan Kidney Les Kiss     | Matt Rogerson    | Brentford Community Stadium     | 17,250    | Brentford, Gran Londres  |
| Newcastle Falcons  | Dave Walder                | Will Welch       | Kingston Park                   | 10,200    | Newcastle upon Tyne      |
| Northampton Saints | Phil Dowson Sam Vesty      | Lewis Ludlam     | Franklin's Gardens              | 15,249    | Northampton              |
| Sale Sharks        | Alex Sanderson Paul Deacon | Jono Ross        | AJ Bell Stadium                 | 12,000    | Salford                  |
| Saracens           | Mark McCall Joe Shaw       | Owen Farrell     | StoneX Stadium                  | 10,500    | Hendon                   |
| Wasps              | Lee Blackett               | Joe Launchbury   | Coventry Building Society Arena | 32,609    | Coventry                 |
| Worcester Warriors | Steve Diamond              | Ted Hill         | Sixways Stadium                 | 11,499    | Worcester                |

## Tabla de posiciones
- Worcester Warriors y Wasps fueron excluidos del torneo por dificultades económicas.

| Pos. | Equipo             | Encuentros | Encuentros | Encuentros | Encuentros | Tantos | Tantos | Tantos | PB | PB | Puntos |
| Pos. | Equipo             | PJ         | PG         | PE         | PP         | F      | C      | Dif    | BO | BD | Puntos |
| ---- | ------------------ | ---------- | ---------- | ---------- | ---------- | ------ | ------ | ------ | -- | -- | ------ |
| 1.º  | Saracens           | 20         | 15         | 0          | 5          | 622    | 513    | +109   | 13 | 1  | 74     |
| 2.º  | Sale Sharks        | 20         | 14         | 0          | 6          | 576    | 423    | +141   | 10 | 3  | 69     |
| 3.º  | Leicester Tigers   | 20         | 11         | 1          | 8          | 560    | 490    | +70    | 9  | 4  | 59     |
| 4.º  | Northampton Saints | 20         | 11         | 0          | 9          | 620    | 611    | +9     | 11 | 3  | 58     |
| 5.º  | London Irish       | 20         | 10         | 0          | 10         | 543    | 485    | +58    | 8  | 7  | 55     |
| 6.º  | Harlequins         | 20         | 9          | 0          | 11         | 546    | 551    | –5     | 11 | 4  | 51     |
| 7.º  | Exeter Chiefs      | 20         | 10         | 0          | 10         | 450    | 513    | –63    | 4  | 4  | 48     |
| 8.º  | Bath               | 20         | 8          | 0          | 12         | 528    | 540    | –12    | 8  | 7  | 47     |
| 9.º  | Bristol Bears      | 20         | 8          | 1          | 11         | 515    | 536    | –21    | 9  | 4  | 47     |
| 10.º | Gloucester         | 20         | 7          | 0          | 13         | 435    | 504    | –69    | 6  | 7  | 41     |
| 11.º | Newcastle Falcons  | 20         | 6          | 0          | 14         | 399    | 616    | –217   | 4  | 3  | 31     |

Pts = Puntos totales; PJ = Partidos Jugados; G = Partidos Ganados; E = Partidos Empatados; P = Partidos Perdidos; PF = Puntos a favor; PC = Puntos en contra; Dif = Diferencia de puntos; PBO = Bonus ofensivos; PBD = Bonus defensivos
|  | Clasificados para semifinales y promovidos para la European Rugby Champions Cup 2023/24. |
|  | Clasificados para la European Rugby Champions Cup 2023/24.                               |
|  | Clasificados para la European Rugby Challenge Cup 2023/24.                               |

## Fase final

### Semifinal
| 13 de mayo de 2023 | Saracens | 38 - 15 | Northampton Saints |  |  |

| 14 de mayo de 2023 | Sale Sharks | 21 - 13 | Leicester Tigers |  |  |

### Final
| 27 de mayo de 2023 | Saracens | 35 - 25 | Sale Sharks |  |  |

| Bandera de Inglaterra |
| Campeón Saracens      |
| Sexto título          |